# Ис Перицонис (Каљари)
Ис Перицонис је насеље у Италији у округу Каљари, региону Сардинија.
Према процени из 2011. у насељу је живело 86 становника. Насеље се налази на надморској висини од 12 м.